# Преступность на Сент-Китсе и Невисе
Престу́пность в Сент-Китс и Невис значительно выше, чем в большинстве других частей мира. В 2012 году Сент-Китс и Невис имели уровень убийств 33,6 на 100 000 граждан, что является 8-м самым высоким показателем в мире, и 7-м самым высоким за период с 2005 по 2014 годы. На 2011 год Бастер имел самый высокий уровень убийств среди всех столиц мира — 131,6 на 100 000 жителей (всего 17 убийств в городе в этом году).
Большинство насильственных преступлений в стране связано с бандами и наркотиками.

## Контекст и история
Сент-Китс и Невис получили независимость в 1983 году. В 2001 году уровень убийств в стране был на минимуме, всего было зафиксировано 6 убийств в этом году. Однако с тех пор произошло резкое увеличение числа убийств и других преступлений. 2011 год стал самым жестоким для страны, с 34 убийствами, что дало стране уровень убийств 67,6 на 100 000 граждан, что на тот момент было одним из трех самых высоких показателей в мире. С 2011 года правительство внедрило меры и предосторожности, которые снизили число убийств. Правительство Сент-Китс также заявило, что эти меры более чем в два раза сократили уровень преступности за этот период, хотя этот факт был подвергнут сомнению независимыми организациями.
В целом суды и полиция Сент-Китс и Невиса считаются эффективными и свободными от коррупции, а правовая система — эффективной. Однако существует нехватка гражданского контроля и взаимодействия с полицией, а также периодические сообщения о злоупотреблениях со стороны полиции. Наибольшим препятствием для борьбы с преступностью является устаревшая система тюрем, многие, если не все, тюрьмы являются старыми и переполненными. Строительство новых тюрем и улучшение отношений между полицией и обществом рассматриваются как наибольшие улучшения, которые правительство может осуществить для борьбы с преступностью.

### Администрация Терранса Дрю
На 21 декабря 2023 года в Сент-Китс и Невис произошло второе смертельное происшествие с применением огнестрельного оружия за три дня, что довело количество убийств в 2023 году до 31. Мариус Уэбб из Понд-Хилла был найден мертвым в своем свинарнике в Браун-Хилле с огнестрельными ранениями. Этот инцидент последовал за обнаружением безжизненного тела Гленвила "Шорт Босса" Сайдера 18 декабря, что стало 30-м убийством года. Эти происшествия вызвали обеспокоенность по поводу растущего насилия в регионе.
Премьер-министр доктор Терранс Дрю, который находится у власти последние 17 месяцев, столкнулся с задачей решения и сдерживания этой тревожной тенденции. Количество убийств отражает беспокойную восходящую траекторию, что требует комплексных усилий для обеспечения безопасности и благополучия граждан.
Отказ от программы PEACE, введенной администрацией премьер-министра Дрю, вызвал беспокойство среди молодежи Сент-Китс и Невиса. Программа, которая ранее была успешной в рамках Team Unity, привела к снижению преступности на 50%. Однако с ее прекращением почти 21 молодая жизнь была утеряна в результате насилия, а также увеличилось количество случаев ограблений и насильственных преступлений. Граждане призывают администрацию Дрю восстановить программу PEACE, повторяя модель Team Unity, поскольку ее успех в прошлом сыграл ключевую роль в снижении уровня преступности и повышении безопасности в сообществе.

## Влияние на туризм
Туризм играет важную роль в экономике Сент-Китс и Невиса, и несмотря на уровень преступности, туристы обычно не становятся жертвами. Единственный редкий случай нападения на туристов произошел в 2010 году, когда пожилая британская пара была убита во дворе.

## Роль огнестрельного оружия в преступности
Огнестрельное оружие все чаще используется в преступлениях на Сент-Китс и Невис. В 2003 году только 63,6% убийств было связано с огнестрельным оружием, в то время как в 2010 году этот показатель вырос до 85%. Глобальный средний уровень убийств с применением огнестрельного оружия составляет 42%.

## Наркотики и банды
С начала 21 века наблюдается рост насилия и преступности, связанной с бандами и наркотиками. Кокаин особенно часто контрабандируется через страну, хотя присутствие наркоторговли считается относительно незначительным по сравнению с другими карибскими и латиноамериканскими странами. Транснациональные банды не считаются действующими в стране.
Большинство бандитской деятельности связано с наркотрафиком, а также с мелкими преступлениями, грабежами и вымогательством. Многие убийства и попытки убийств считаются связанными с наркотиками и бандами, многие из них происходят из-за конфликтов между враждующими группировками.
Pivalité, начавшаяся в 2008 году, считается основной причиной эскалации насилия в стране. Правительство Сент-Китс и Невиса в конечном итоге арестовало нескольких лидеров банд, один из которых был позже казнен через повешение.

## Контроверсия с BBC
В 2015 году Сент-Китс и Невис был назван BBC в отчете "самым насильственным местом на Земле". Отчет BBC был широко раскритикован в Сент-Китс и Невис за преувеличение уровня насилия и преступности в стране. Полиция Сент-Китс и Невиса вскоре после этого выпустила отчет, в котором утверждалось, что уровень преступности в стране снизился на 60% в период с 2011 по 2015 год, а также что посетители и туристы Сент-Китс и Невиса редко становятся целями преступников.